# Teoria di gauge supersimmetrica
In fisica teorica, si analizzano spesso teorie con supersimmetria che hanno anche al loro interno simmetrie di gauge. Quindi, è importante trovare una generalizzazione delle teorie di gauge includendo la supersimmetria. Un buon candidato è il multipletto vettoriale che è un insieme di campi quantistici (o,  di stati quantistici) che possono in un superspazio essere rappresentati da un supercampo vettoriale.
In quattro dimensioni, la "supersimmetria minimale" (cioè con N = 1) può essere scritta utilizzando il concetto di superspazio. Il superspazio contiene le abituali coordinate dello spazio di Minkowski (le coordinate bosoniche), {\displaystyle x^{\mu }} con {\displaystyle \mu =0,\ldots ,3},  e le quattro coordinate extra fermioniche, {\displaystyle \theta ^{1},\theta ^{2},{\bar {\theta }}^{1},{\bar {\theta }}^{2}}, che si trasformano come le componenti di uno spinore di (Weyl) e del suo spinore coniugato.
Esistono alcuni tipi speciali di supercampi:
a) il cosiddetto supercampo chirale, che dipende soltanto dalle variabili {\displaystyle \theta }, ma non dalle loro coniugate (più precisamente,   {\displaystyle {\overline {D}}f=0});
b) il supercampo vettoriale che dipende da tutte le coordinate. Esso descrive un campo di gauge e il suo superpartner, cioè il campo associato ad un fermione di Weyl, che obbedisce ad una equazione di Dirac. Questo supercampo vettoriale è formato da diverse componenti:
{\displaystyle {\begin{matrix}V&=&C+i\theta \chi -i{\overline {\theta }}{\overline {\chi }}+{\frac {i}{2}}\theta ^{2}(M+iN)-{\frac {i}{2}}{\overline {\theta ^{2}}}(M-iN)-\theta \sigma ^{\mu }{\overline {\theta }}v_{\mu }\\&&+i\theta ^{2}{\overline {\theta }}\left({\overline {\lambda }}+{\frac {1}{2}}{\overline {\sigma }}^{\mu }\partial _{\mu }\chi \right)-i{\overline {\theta }}^{2}\theta \left(\lambda +{\frac {i}{2}}\sigma ^{\mu }\partial _{\mu }{\overline {\chi }}\right)+{\frac {1}{2}}\theta ^{2}{\overline {\theta }}^{2}\left(D+{\frac {1}{2}}\Box C\right)\end{matrix}}}.
dove {\displaystyle V}  è la supercampo vettore ed è reale ({\displaystyle {\overline {V}}=V}). I campi sul lato destro dell'equazione sono i campi che lo compongono.
Ai supercampi sono associati i supermultipletti e viceversa, ad esempio:
a) ad un multipletto vettoriale si può far corrispondere un supercampo vettoriale;
b) ad un multipletto chirale si può far corrispondere un supercampo chirale.
I supermultipletti differiscono dai corrispondenti supercampi per il fatto che i supercampi hanno una rappresentazione irriducibele mentre i supermultipletti in generale non hanno una rappresentazione riducibile.

## La teoria di gauge
Le teorie di gauge (teorie di scala, dette anche teorie G-invarianti) sono una classe di teorie fisiche di campo basate sull'idea che alcune trasformazioni che lasciano invariata la lagrangiana del sistema (simmetrie) siano possibili anche localmente e non solo globalmente.
Esistono particolari simmetrie globali, che non dipendono dal punto, che sono ancora simmetrie se agiscono localmente, ossia in punto qualsiasi del sistema, a patto che le azioni da un punto all'altro siano indipendenti (secondo le teorie di Yang - Mills).
La maggior parte delle teorie della fisica sono descritte da lagrangiane che sono invarianti sotto certe trasformazioni del sistema di coordinate che sono eseguite identicamente in ogni punto dello spaziotempo (si dice quindi che presentano simmetrie globali). 
Il concetto alla base delle teorie di gauge è di postulare che le lagrangiane debbano possedere anche simmetrie locali, cioè che debba essere possibile effettuare queste trasformazioni di simmetria solo in una particolare e limitata regione dello spaziotempo senza interessare il resto dell'universo. Questo requisito può essere visto, in senso filosofico, come una versione generalizzata del principio di equivalenza della relatività generale.
L'importanza per la fisica delle teorie di gauge nasce dall'enorme successo di questo formalismo matematico nel descrivere, in un solo quadro teorico unificato, le teorie di campo quantistico dell'elettromagnetismo, dell'interazione nucleare debole e dell'interazione nucleare forte. Questo quadro teorico, noto come modello standard, descrive accuratamente i risultati sperimentali di tre delle quattro forze fondamentali della natura, ed è una teoria di gauge con gruppo di gauge SU(3) × SU(2) × U(1).
Altre teorie moderne, come la teoria delle stringhe e certe formulazioni della teoria della relatività generale, sono in un modo o nell'altro, teorie di gauge.

## Superspazio
Il concetto di superspazio ha avuto due significati in fisica. La parola è stata usata la prima volta da John Archibald Wheeler per descrivere la configurazione spaziale della relatività generale, per esempio, tale uso può essere visto nel suo famoso libro di testo del 1973 dal titolo Gravitation.
Il secondo significato si riferisce alle coordinate spaziali relative ad una teoria della supersimmetria.  In tale formulazione, insieme alle dimensioni spazio ordinario x, y, z, ...., (dello spazio di Minkowski) ci sono anche le dimensioni "anticommutanti" le cui coordinate sono etichettate con i numeri di Grassmann; ovvero assieme alle dimensioni dello spazio di Minkowski che corrispondono a gradi di libertà bosonici, ci sono le dimensioni anticommutanti relative ai gradi di libertà fermionici.

## Supercampo
In fisica teorica, un supercampo è un tensore che dipende dalle coordinate del superspazio.
In fisica teorica, si analizzano spesso teorie supersimmetriche con supercampi che hanno un ruolo molto importante. In quattro dimensioni, il più semplice esempio (vale a dire con un valore minimo di supersimmetria N = 1) di supercampo può essere scritto usando un superspazio con quattro dimensioni extra di coordinate fermioniche, {\displaystyle \theta ^{1},\theta ^{2},{\bar {\theta }}^{1},{\bar {\theta }}^{2}}, che si trasformano come gli spinori e gli spinori coniugati.
I supercampi sono stati introdotti da Abdus Salam e JA Strathdee nel loro articolo 1974 sulle  "trasformazioni di supergauge".

## Supercampo chirale
In una supersimmetria N = 1 in 3 +1 dimensione (D), un supercampo chirale è una funzione di più superspazi chirali.  Esiste una proiezione dal superspazio (pieno) al superspazio chirale. Quindi, una funzione di più superspazi chirale può essere "tirata indietro", con il pulled back al superspazio pieno. Tale funzione soddisfa al vincolo covariante {\displaystyle {\overline {D}}f=0}. Come viene introdotto il superspazio chirale e il supercampo chirale, allo stesso modo può essere definito anche il superspazio antichirale che è il complesso coniugato del superspazio chirale.

## Supersimmetria
| Alcune coppie | Alcune coppie                   | Alcune coppie     | Alcune coppie                   |
| Particella    | Spin                            | Partner           | Spin                            |
| ------------- | ------------------------------- | ----------------- | ------------------------------- |
| Elettrone     | {\displaystyle {\tfrac {1}{2}}} | Selettrone        | 0                               |
| Quark         | {\displaystyle {\tfrac {1}{2}}} | Squark            | 0                               |
| Neutrino      | {\displaystyle {\tfrac {1}{2}}} | Sneutrino         | 0                               |
| Gluone        | 1                               | Gluino            | {\displaystyle {\tfrac {1}{2}}} |
| Fotone        | 1                               | Fotino            | {\displaystyle {\tfrac {1}{2}}} |
| Bosone W      | 1                               | Wino (particella) | {\displaystyle {\tfrac {1}{2}}} |
| Bosone Z      | 1                               | Zino              | {\displaystyle {\tfrac {1}{2}}} |
| Gravitone     | 2                               | Gravitino         | {\displaystyle {\tfrac {3}{2}}} |

Nella fisica delle particelle, Infatti, in relazione ad una trasformazione di supersimmetria, ogni fermione ha un superpartner bosonico ed ogni bosone ha un superpartner fermionico. Le coppie sono state battezzate partner supersimmetrici, e le nuove particelle vengono chiamate appunto spartner, superpartner, o sparticelle. Più precisamente, il superpartner di una particella con spin {\displaystyle s} ha spin
{\displaystyle s-{\frac {1}{2}}}
alcuni esempi sono illustrati nella tabella. Nessuna di esse è stata fino ad ora individuata sperimentalmente, ma si spera che il Large Hadron Collider del CERN di Ginevra possa assolvere a questo compito a partire dal 2010, dopo essere stato rimesso in funzione nel novembre 2009. Infatti per il momento ci sono esclusivamente prove indirette dell'esistenza della supersimmetria. Siccome i superpartners delle particelle del modello standard non sono ancora stati osservati, la supersimmetria, se esiste, deve necessariamente essere una simmetria rotta così da permettere che i superpartners possano essere più pesanti delle corrispondenti particelle presenti nel modello standard.
La carica associata (ossia il generatore) di una trasformazione di supersimmetria viene detta supercarica.
La teoria spiega alcuni problemi insoluti che affliggono il modello standard ma purtroppo ne introduce altri. Essa è stata sviluppata negli anni '70 dal gruppo di ricercatori di Jonathan I. Segal presso il MIT; contemporaneamente Daniel Laufferty della “Tufts University” ed i fisici teorici sovietici Izrail' Moiseevič Gel'fand e Likhtman hanno teorizzato indipendentemente la supersimmetria. Sebbene nata nel contesto delle teorie delle stringhe, la struttura matematica della supersimmetria è stata successivamente applicata con successo ad altre aree della fisica, dalla meccanica quantistica alla statistica classica ed è ritenuta parte fondamentale di numerose teorie fisiche.
Nella teoria delle stringhe la supersimmetria ha come conseguenza che i modi di vibrazione delle stringhe che danno origine a fermioni e bosoni si presentano obbligatoriamente in coppie.

### Alcune superparticelle
- Axino
- Bino
- Gaugino
- Gravifotone
- Graviscalare
- Higgsino
- Neutralino
- Smuone
- Spione (particella)